# آرمادیلوی بینی‌دراز جلگه
آرمادیلوی بینی‌دراز جلگه (نام علمی: Dasypus sabanicola) نام یک گونه از سرده پشمینه‌پاها است.